# Cusiana

Mapa de Colombia (región de la Orinoquía)

Cusiana es el más grande yacimiento petrolífero descubierto en Colombia. Ubicado en la Región de la Orinoquía, cuenta con volúmenes originales en sitio superiores a los mil ochocientos millones de barriles de petróleo equivalente. Fue descubierto en marzo de 1988,luego de que la región se exploró en búsqueda de gas natural.
Inicialmente operado por la compañía británica British Petroleum (BP), en el 2011 fue adquirido por la Empresa Colombiana de Petróleos (Ecopetrol) y la canadiense Talisman Energy, formando el grupo Equión Energía. En julio de 2016, terminó el Contrato de Asociación Tauramena y por tal motivo, la petrolera estatal Ecopetrol S.A. opera directamente el Campo Cusiana.
El nombre del campo petrolero se debe al río Cusiana, que pasa por el norte del municipio de Tauramena, Casanare, desembocando en el Río Meta.

## Características
Está localizado en el Piedemonte Llanero de la cordillera oriental a 240 km de Bogotá, tiene una extensión aproximada de 150 km² y produce gas natural y petróleo liviano de excelente calidad. 
El crudo de Cusiana tiene una densidad de 0.81g/ml, una viscosidad de 1.66cSt a 40 °C y 32dinas/cm de tensión superficial.